# Živinbudas
Živinbudas ali Živinbutas je bil eden od petih glavnih litovskih knezov, omenjenih v sporazumu Litve z Gališko-volinski kneževino leta 1219. 	Sporazum navaja 21 vojvod, od katerih jih je bilo pet starejših ali nadrejenih. Ker je Živinbudas na seznamu omenjen prvi, se domneva, da je bil vrhovni vladar Litve. Živinbudas ni omenjen v nobenem drugem viru. Omemba v sporazumu je tudi edina razpoložljiva informacija o njem. Nekateri zgodovinarji kljub temu trdijo, da je bil prednik Traidenisa, velikega litovskega kneza od okoli 1270 do 1282. Na njihovo trditev so verjetno vplivale legende o Palemonidih, ki so jih popularizirala lažna rodoslovja iz 16. stoletja. Slednje so povezovale mitskega beneškega princa Palemona, ki se je v 10. stoletju naselil v Litvi, z uveljavljeno dinastijo Gediminovičev.